# Blériot-Plage

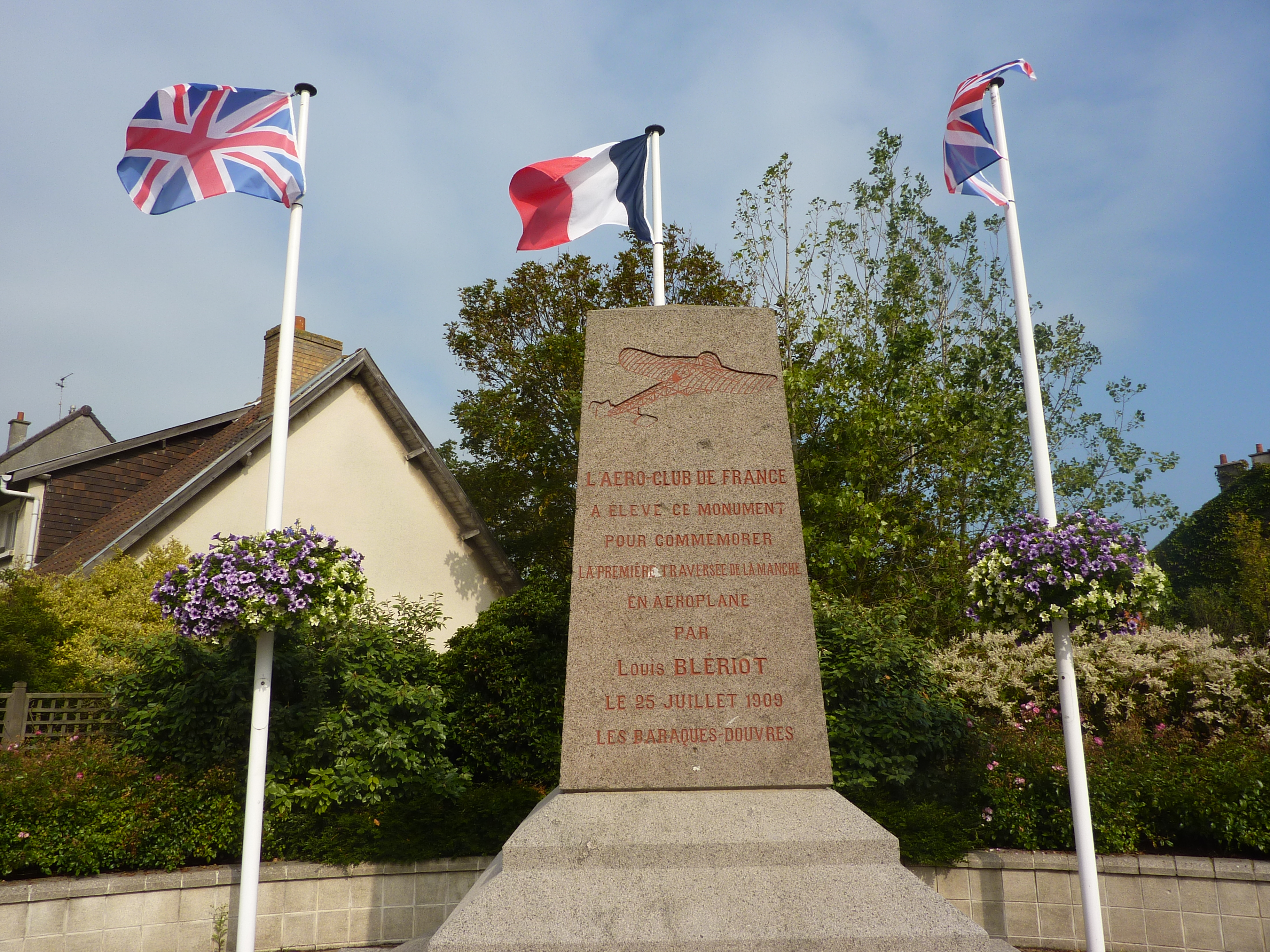
Blériot-monument

Blériot-Plage (vroeger: Baraques) is een gehucht in de Franse gemeente Sangatte in het departement Pas-de-Calais. Het ligt in het oosten van de gemeente Sangatte, tegen Calais aan.

## Naam
Het dorp is genoemd naar de Franse luchtvaartpionier Louis Blériot, die hier, in het toenmalige Baraques, in 1909 opsteeg en als eerste Het Kanaal overvloog. Hij deed er 37 minuten over en landde daarna bij Dover. Op 9 augustus 1936 werd bepaald door de raad van Sangatte, dat Baraques voortaan Blériot-Plage zou heten. De oude naam is afkomstig van de barakken die in 1624 werden opgericht om pestlijders te huisvesten.
Er is voor Blériot een monument opgericht. In de nabijheid vindt men de overblijfselen van Fort Nieulay (1627).

## Kerk
In 1860 werd een kerk gebouwd in neogotische stijl, gewijd aan Onze-Lieve-Vrouw van La Salette. Deze kerk werd tijdens de bombardementen van 1944 verwoest. In 1961 werd een nieuwe kerk gebouwd.
Ook het klooster der franciscanen, gebouwd in 1871, werd in 1944 verwoest.

## Natuur en landschap
Blériot-Plage ligt aan het Nauw van Calais. Men vindt er duingebied en strand.

## Nabijgelegen kernen
Sangatte, Coquelles, Calais